# Lindome kyrka
Lindome kyrka är en kyrkobyggnad belägen i Lindome i Mölndals kommun. Den tillhör Lindome församling i Göteborgs stift och Svenska kyrkan.

## Historia
Kyrkplatsen är en gammal och fornfyndsrik mark. Lindome hade tidigare en medeltida kyrka, uppförd av gråsten med låga väggar och hög takresning. Den tillbyggdes 1669 och fick torn 1729, vilket ersatte klockstapeln. En altartavla från 1600-talet ersattes 1838 av en ny, som överflyttades till den nya kyrkan. I taket fanns omfattande dekorationsmålningar. En restaurering genomfördes 1839-1840 då man lade in stengolv, murade igen den norra koringången och tog upp två fönster i koret. Murarna lagades utvändigt och kyrkan kalkputsades 1875. Inte byggnadens skick, men den stora befolkningsökningen i socknen, framtvingade ett beslut om nybyggnad. Som en konsekvens därav revs den gamla kyrkan hösten 1882. Dess murar visade sig så motståndskraftiga att de måste sprängas med krut.  

## Kyrkobyggnaden
Den nuvarande vita stenkyrkan uppfördes 1882-1885 och ligger väl synlig ovanför Lindome by, på en ås, vilken liksom Fjärås bräcka är del av Göteborgsmoränen. Tornet från 1729, som tillhört den gamla kyrkan, bevarades delvis och man uppförde en ny spira som var 20 fot högre än den gamla.  De nya väggarna restes delvis på de gamla grundmurarna. Byggnaden ritades av arkitekten Adrian C. Peterson. Den 31 augusti 1884 hölls den första gudstjänsten och onsdagen den 27 maj 1885 skedde invigningen. Kyrkan ommålades 1923 och renoverades 1971. Tre nya korfönster med glasmålningar utförda av Holger Strömblad sattes in 1955

## Inventarier
- Dopfunten är utförd i en enkel och rå täljsten från trakten och troligen huggen av en efterföljare till stenmästaren Thorkillus vid 1200-talets mitt. Funten är i en del med en höjd av 89 cm och cuppan är rundad, med ett upptill utsparat band. Övergår till ett cylindriskt skaft nedtill med utsparat mittparti en fyrkantig totplatta med 44 cm sida. Uttömningshål saknas. Funten har varit skadad, men är lagad.[2] Då kyrkan 1839 fick en mässingsfunt i gåva, fick stenfunten tjäna som blomkruka vid klockaregården. Först vid restaureringen 1923 återfick den sin placering i koret. En annan dopskål av täljsten återfanns samma år. Den hade använts som matskål åt hönsen på en gård i Anderstorp.
- Altartavlan med motivet Frälsarens nedtagande från korset sattes först upp i den gamla kyrkan 1840. Den restaurerades av Reinhold Callmander och återuppsattes 1885.
- Den äldre altartavlan från 1600-talet hänger på den södra korväggen.
- Målningarna av evangelister i koret är utförda 1882-1884 av Reinhold Callmander.
- Predikstolen är tillverkad på 1880-talet. Den gamla såldes på auktion, men återkom emellertid till kyrkan genom en donation 1919.

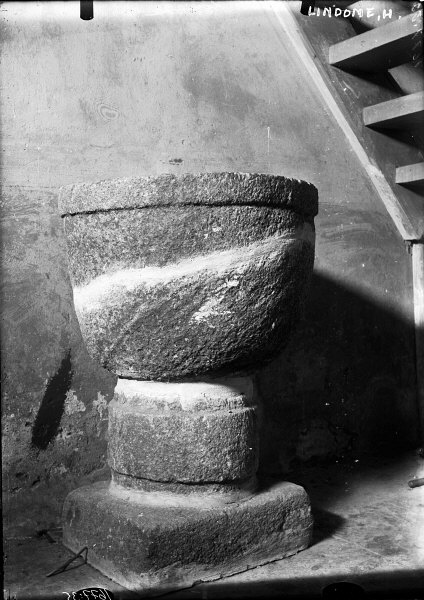
Dopfunten.

### Klockor
- Storklockan är var ursprungligen gjuten 1577 och omgjuten 1754 i Göteborg.
- Lillklockan var omgjuten 1751 i Göteborg.

Båda klockorna spräcktes emellertid 1887. Försök att laga dem misslyckades och de göts båda om 1894 vid Eriksbergs Mekaniska Verkstad. De har omfattande inskriptioner.   

### Orglar
- 1667 byggde Hans Horn, Göteborg en orgel med 7 stämmor för 6600 daler kopparmynt. Orgeln är omkring 1773 förlorad och en ny orgel var betingad av Pehr Schiörlin, Linköping.

| Manual       |
| Principal 4' |
| ?            |
| ?            |
| ?            |
| ?            |
| ?            |
| Trumpet 8'   |

- 1777 byggde Jonas Wistenius, Linköping en orgel med 12 stämmor.
- 1884 byggde Salomon Molander & Co, Göteborg en orgel med 21 stämmor. Denna orgel byggdes i den nya kyrkan och var på plats innan invigningen av kyrkan. Fasaden var ritad av Adrian Pettersson.
- 1936 byggde M J & H Lindegrens Orgelbyggeri, Göteborg en orgel med 19 stämmor.
- Den nuvarande orgeln byggdes 1962 av Hammarbergs Orgelbyggeri AB, Göteborg och dagens läktarorgel har 22 stämmor fördelade på två maualer och pedal med 30 taster.[4] Fasaden är från 1884 års orgel. Orgeln är mekanisk.

| Huvudverk I         | Bröstverk II     | Pedal         | Koppel |
| Principal 8´        | Gedakt 8´        | Subbas 16´    | I/P    |
| Rörflöjt 8'         | Rörflöjt 4'      | Borduna 8'    | II/P   |
| Fugara 8'           | Principal 4'     | Oktava 4'     | II/I   |
| Oktava 4'           | Gemshorn 2'      | Kvintadena 2' |        |
| Hålflöjt 4'         | Nasat 1 1/3'     | Fagott 16'    |        |
| Oktava 2'           | Scharf 2 chor    | Trumpet 4'    |        |
| Sesquialtera 2 chor | Regal 8'         |               |        |
| Mixtur 4 chor       | Tremulant        |               |        |
| Trumpet 8'          | Registersvällare |               |        |

#### Kororgel
- Nära koret finns en orgel tillverkad 1970/1971 av A. Magnusson Orgelbyggeri AB, Göteborg med fem stämmor fördelade på manual och pedal.[5] 1983 byggdes orgeln till med självständig pedal. Orgeln är mekanisk.

| Manual        | Pedal      | Koppel  |
| Gedackt 8'    | Subbas 16´ | Man/Ped |
| Rörflöjt 4'   |            |         |
| Principal 2'  |            |         |
| Nasat 1 1/3'  |            |         |
| Cymbel 2 chor |            |         |